# Superbike-VM 1990
Superbike-VM 1990 innebar Ducatis första titel, sedan Raymond Roche vunnit sammanlagt.

## Delsegrare
| Bana           | Vinnare           | Märke  | Vinnare           | Märke    |
| -------------- | ----------------- | ------ | ----------------- | -------- |
| Jerez          | Raymond Roche     | Ducati | Raymond Roche     | Ducati   |
| Donington Park | Fred Merkel       | Honda  | Giancarlo Falappa | Ducati   |
| Hungaroring    | Fred Merkel       | Honda  | Raymond Roche     | Ducati   |
| Hockenheim     | Fred Merkel       | Honda  | Stéphane Mertens  | Honda    |
| Mosport Park   | Raymond Roche     | Ducati | Raymond Roche     | Ducati   |
| Brainerd       | Stéphane Mertens  | Honda  | Doug Chandler     | Kawasaki |
| Österreichring | Fabrizio Pirovano | Yamaha | Stéphane Mertens  | Honda    |
| Sugo           | Raymond Roche     | Ducati | Doug Chandler     | Kawasaki |
| Monza          | Fabrizio Pirovano | Yamaha | Fabrizio Pirovano | Yamaha   |
| Shah Alam      | Fabrizio Pirovano | Yamaha | Fabrizio Pirovano | Yamaha   |
| Phillip Island | Peter Goddard     | Yamaha | Rob Phillis       | Kawasaki |
| Manfeild       | Terry Rymer       | Yamaha | Rob Phillis       | Kawasaki |

### Slutställning
| Plats | Förare            | Märke    | Poäng |
| ----- | ----------------- | -------- | ----- |
| 1     | Raymond Roche     | Ducati   | 391   |
| 2     | Fabrizio Pirovano | Yamaha   | 337   |
| 3     | Stéphane Mertens  | Honda    | 321   |
| 4     | Rob Phillis       | Kawasaki | 252   |
| 5     | Rob McElnea       | Kawasaki | 236   |
| 6     | Fred Merkel       | Honda    | 197   |
| 7     | Terry Rymer       | Yamaha   | 169   |
| 8     | Baldassare Monti  | Honda    | 149   |
| 9     | Anders Andersson  | Yamaha   | 127   |
| 10    | Jani Suhonen      | Yamaha   | 121   |